# Ronny Amm
Ronny Amm (* 19. Mai 1977 in Suhl) ist ein ehemaliger deutscher Rallye-Rennfahrer. Er wohnt in Frauenwald.

## Karriere
Die ersten drei Jahre seiner Karriere startete Ronny Amm mit Citroën Saxos verschiedener Klassen. Dabei erreichte er 2000 mit seinem Beifahrer René Tonn beim ADAC-Junior-Cup den sechsten, ein Jahr später den vierten Platz. 2002 gewann er den Cup. Zusätzlich bestritt er die zur Rallye-Weltmeisterschaft zählende ADAC Rallye Deutschland, die er auf dem 31. Gesamtrang beendete. 2003 wechselte er in Mitsubishi Lancers verschiedener Klassen und wurde Zwölfter in der Deutschen Rallye-Meisterschaft (DRM). 2004 fuhr er sowohl die Deutsche Rallye-Meisterschaft als auch beim Rallye-WM-Lauf in Deutschland, wo er das Ziel nicht erreichte. 2005 wechselte die Beifahrerin Sandra Bufe in sein Cockpit. Auch in diesem Jahr nahm er am deutschen Lauf der Rallye-Weltmeisterschaft teil, ohne ins Ziel zu kommen. 2007 nahm er an der DRM teil.
Seit 2008 hat Amm an keiner Rallye mehr teilgenommen.